# Gayenna americana
Gayenna americana is een spinnensoort in de taxonomische indeling van de buisspinnen (Anyphaenidae).
Het dier behoort tot het geslacht Gayenna. De wetenschappelijke naam van de soort werd voor het eerst geldig gepubliceerd in 1849 * door Hercule Nicolet.